# Rho Octantis
Rho Octantis är en vit stjärna i huvudserien i Oktantens stjärnbild.
Stjärnan har visuell magnitud +5,57 och är synlig för blotta ögat vid god seeing. Den befinner sig på ett avstånd av ungefär 215 ljusår.